# Nouvelle Revue Française
La Nouvelle Revue Française je francouzský literární časopis, založený André Gidem roku 1909. Původně měsíčník, vycházel s přestávkou let 1943-1952 nepřetržitě, od roku 1999 jako čtvrtletník v nakladatelství Gallimard.

## Historie
Časopis založil André Gide roku 1909, od roku 1911 byl vydavatelem Henri Gallimard a publikovali v něm téměř všichni významní francouzští spisovatelé 20. století a mnoho jiných. Roku 1940 okupanti časopis zastavili, ale vydavatel vyjednal jeho pokračování, pokud z redakce odejdou židovští autoři. V této podobě vycházel do roku 1943, po válce byl zastaven za kolaboraci a znovu vyšel až v roce 1953. Od roku 2015 má vycházet jako dvouměsíčník v elektronické podobě.

## Autoři
Začínal zde například André Malraux nebo Jean-Paul Sartre, a během více než sta let zde publikovali Anna Achmatovová, Guillaume Apollinaire, Louis Aragon, Raymond Aron, Charles Baudelaire, Samuel Beckett, Walter Benjamin, Georges Bernanos, Léon Bloy, Louis de Broglie, Paul Claudel, Jean Cocteau, Robert Desnos, Umberto Eco, Mircea Eliade, William Faulkner, Anatole France, André Gide, Jean Grosjean, Bohumil Hrabal, Franz Kafka, Imre Kertész, Henry James, Alfred Jarry, James Joyce, Alexandre Koyré, Julia Kristeva, Milan Kundera, Valery Larbaud, Jean-Marie Le Clézio, Emmanuel Lévinas, Roger Martin du Gard, Vladimir Nabokov, Boris Pasternak, Jean Paulhan, Charles Péguy, Saint-John Perse, Marcel Proust, Jacques Rivière, Romain Rolland, Antoine de Saint-Exupéry, Jan Skácel, André Suarès, Jules Supervielle, Pierre Teilhard de Chardin, Albert Thibaudet, Paul Valéry, Paul Verlaine a mnoho jiných.